# Pimentón
El pimentón, ají de color o páprika es un condimento en polvo de color rojo-anaranjado y sabor característico obtenido a partir del secado y molido de determinadas variedades de pimientos rojos especialmente la ñora y la páprika. Es ingrediente fundamental de platos típicos españoles, como las patatas a la riojana, el pulpo a la gallega, las patatas bravas, la sobrasada, el chorizo y numerosos platos de la gastronomía extremeña o de la gastronomía de la provincia de León. Su uso como parte de uno de sus Mojos es fundamental en la nutrición y gastronomía de los canarios. También otras gastronomías como la húngara lo emplean abundantemente. Actualmente India y China son los primeros exportadores mundiales de este producto. Gracias al mejoramiento genético se han conseguido variedades de color anaranjado, amarillo y blancuzco.

## Orígenes
Los pimientos se originan en el llamado Nuevo Mundo, pudiéndose encontrar especímenes silvestres desde México hasta Sudamérica. Durante siglos han sido cultivados por varios pueblos en estos continentes. Los pimientos fueron introducidos al Viejo Mundo por los españoles en el siglo XVI.
En España se denominaba pimienta a todas las especias picantes. Así pues, para distinguir lo que hoy en día se llama chile o pimienta o ají (Capsicum), de la pimienta negra (Piper nigrum), llamaron a los primeros pimienta de Chile, pimiento o pimentón. Posteriormente, Linneo asignó a estas plantas el nombre genérico de Capsicum, que abarca las múltiples clases de chile que se han ido descubriendo, que se usan tanto como verduras como a modo de especias para sazonar platos.

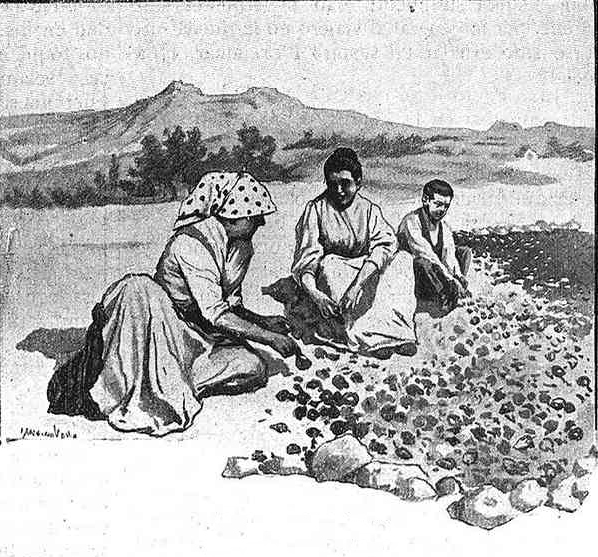
«Abriendo el pimiento»

Poco a poco los europeos fueron descubriendo que los ajíes se daban en múltiples formas, tamaños y colores: redondos, cónicos, alargados, torcidos, en forma de botoncillos (chili piquín), de zanahoria, de pera, verdes, anaranjados, rojos, amarillos, casi blancos, algunos ferozmente picantes (generalmente, los más pequeños son los más picantes), otros de mayor tamaño y más dulces.

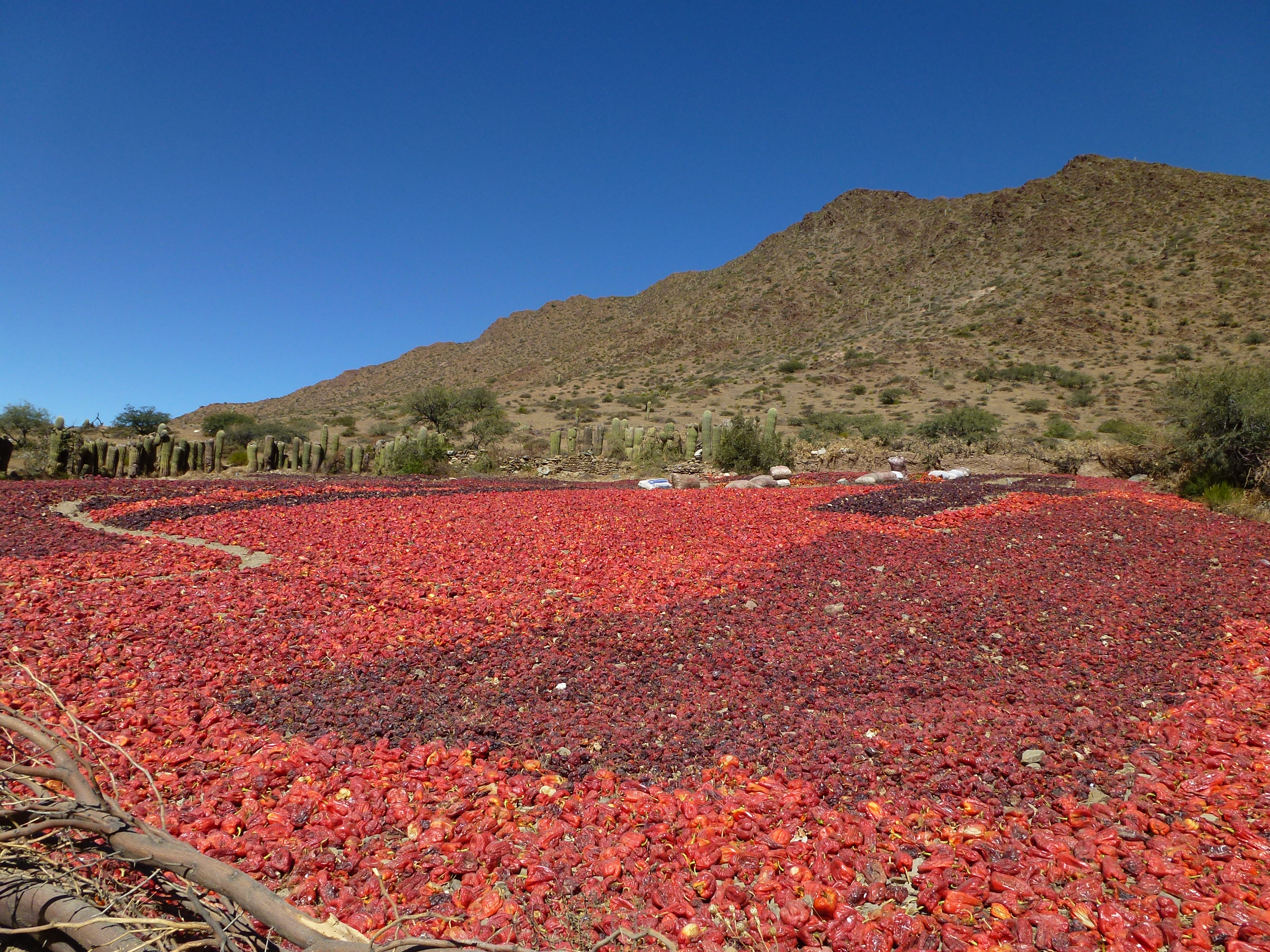
Pimientos rojos en Cachi, puestos a secar al aire libre antes de ser procesados en polvo.

Se descubrió, asimismo, que los chiles se hibridan con facilidad, lo cual ha multiplicado y desarrollado en todo el mundo nuevas formas y grados de picante, al exportarse a otros continentes, y aclimatarse en ellos, las semillas de los chiles mexicanos. Su diseminación en Asia y en África ocurrió en un tiempo tan corto que, durante muchos años, los europeos creyeron que los chiles eran originarios de Oriente.[cita requerida]
Las especies más dulces —los pimientos— se empezaron a cultivar, sobre todo, en España. Los mencionan ya los tratados botánicos del siglo XVII: «se cultivan con gran diligencia en Castilla, no sólo los jardineros, sino las mujeres, en macetas que colocan en los balcones, para usarlos todo el año, ya sea frescos o secos, en salsas o en vez de pimienta».
Al Oriente también llegaron las semillas del chile americano, donde se prefirieron y embravecieron las especies más picantes. Con su propagación por Europa, se hizo extraordinariamente popular en Hungría. En el siglo XVIII, algunos cocineros como Auguste Escoffier, chef en un restaurante de Montecarlo, introduce el pimentón de Szeged como una nueva especia húngara.

## Variedades
Existen tres variedades importantes:
- Pimentón dulce: tiene su sabor característico pero no es picante.
- Pimentón picante: que además, pica en mayor o menor grado.
- Pimentón agridulce u ocal: se obtiene de una variedad específica de pimientos - la variedad jariza, de Jaraíz de la Vera (Cáceres), donde se cultiva, aunque un resultado similar se puede conseguir con la mezcla en distintas proporciones de las dos anteriores. El nombre de una salsa picante, a base de pimentón generalmente ahumado, del Magreb, la harissa podría tener la misma etimología geográfica.

Según la materia prima, el pimentón adquiere además diversas propiedades. Por ejemplo, para la elaboración de embutidos, es imprescindible que el pimentón además tenga cualidades de conservante para evitar su degradación.

### Pimentón húngaro ("Paprika")

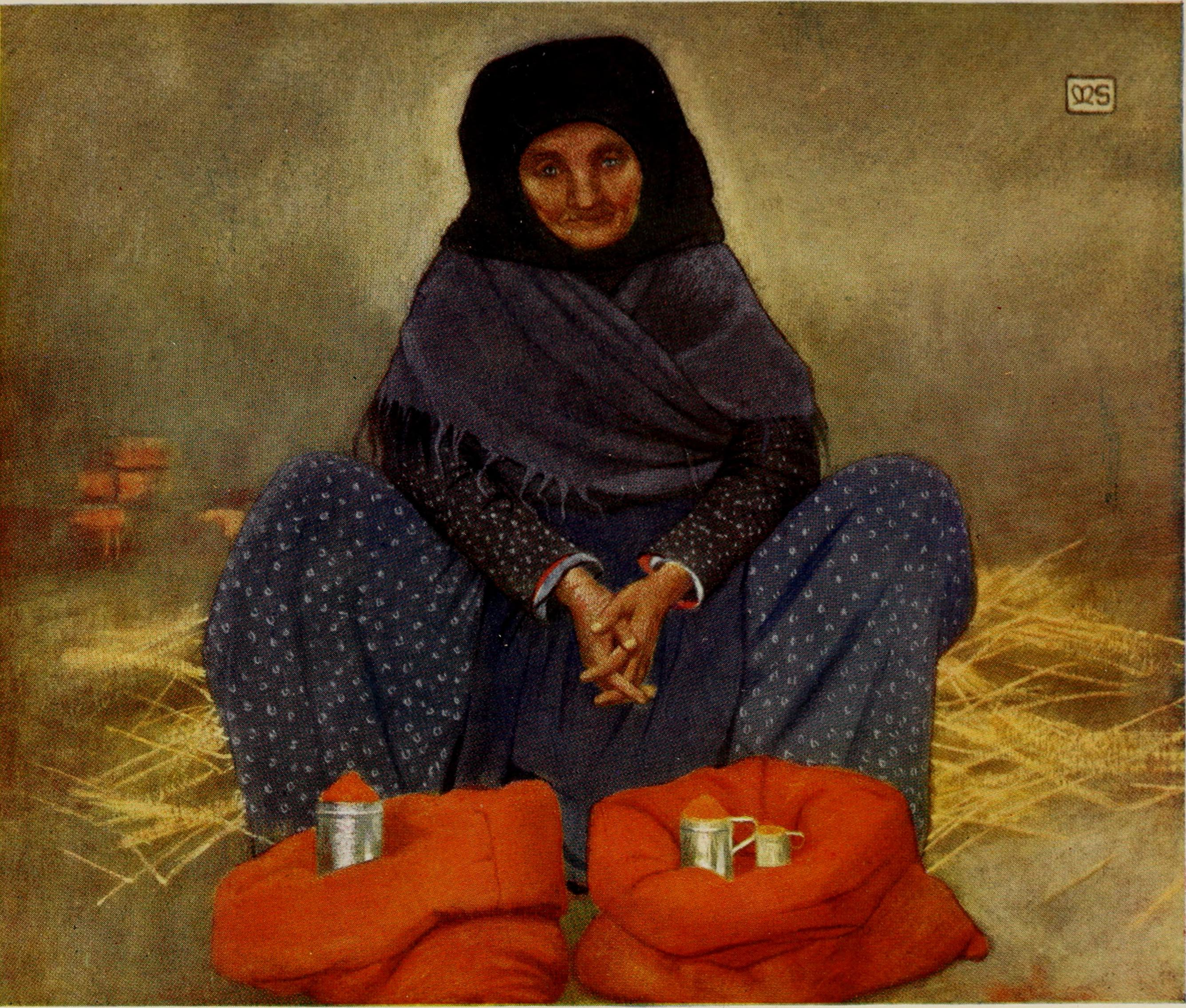
Vendedora de pimentón en la localidad húngara de Kalocsa

En Hungría y en Serbia se elabora con el nombre de «paprika» y su uso es tan abundante en los platos de este país que resulta ser uno de los ingredientes más típicos de la cocina húngara. Su plato nacional, el gulash, es un claro ejemplo de ello. Se emplean variedades de pimientos propias de la región. Este pimentón es el más conocido en el norte y este de las gastronomías europeas. En alemán, la palabra Paprika también designa el pimiento, o sea, la planta y sobre todo el fruto de Capsicum annuum.

### Pimentón español
Se trata de un ingrediente introducido en la historia culinaria española ya en el siglo XVI. Colón refleja el martes 15 de enero de 1493 en su diario la existencia de una nueva especia a la que denomina por transcripción fonética de la lengua de los indios americanos: ají , al castellanizado pimiento (de pimienta negra). Uno de los investigadores culinarios de finales de siglo XIX, Ángel Muro dice en su Diccionario Culinario de 1892 refiriéndose al pimentón que «ha llegado a ser para casi todos los habitantes de España, pero principalmente para los de Castilla la Vieja, un artículo de primera necesidad, como la sal y el aceite».

#### Variedades
Las dos variedades de pimentón más conocidas en España proceden de la comarca de La Vera, en Cáceres, introducido desde el siglo XVI por los monjes jerónimos procedentes del monasterio de Yuste, y el pimentón de Murcia, también introducido por monjes jerónimos del monasterio de La Ñora, procedente de pimientos rojos de la variedad "bola" o Ñora.

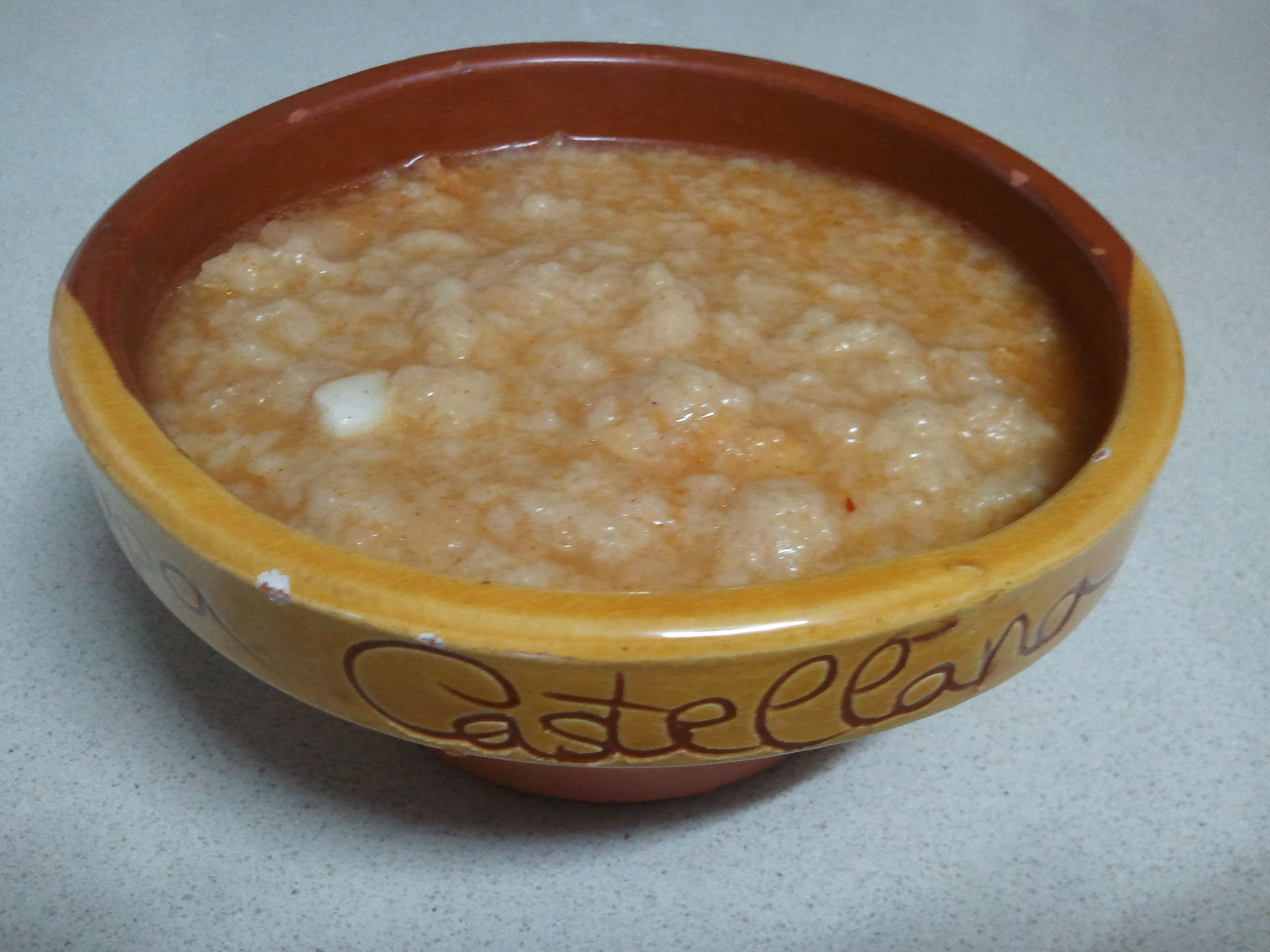
Sopa castellana con pimentón

El pimentón de la Vera (Cáceres) y el pimentón de Candeleda (Ávila), se distinguen de las variedades de otros países y del de Murcia por el característico aroma ahumado que desprende, debido al proceso de secado mediante humo de madera de roble o encina en los meses de octubre y noviembre. En España se suele encontrar fácilmente el pimentón en supermercados o tiendas de ultramarinos. Se suele comercializar en latas metálicas con un tapón de cierre hermético adecuado para conservar su aroma y preservar de la humedad.

#### Museos
En la localidad cacereña de Jaraíz de la Vera, perteneciente a la comarca de La Vera, hay un museo dedicado a este condimento, el llamado Museo del Pimentón, situado en la plaza Mayor de la localidad. En la localidad abulense de Candeleda existe un Centro de recepción de visitantes y Aula de Interpretación del Pimentón “El Sequero”, ubicado en la calle Cruz de Piedra.

## Usos

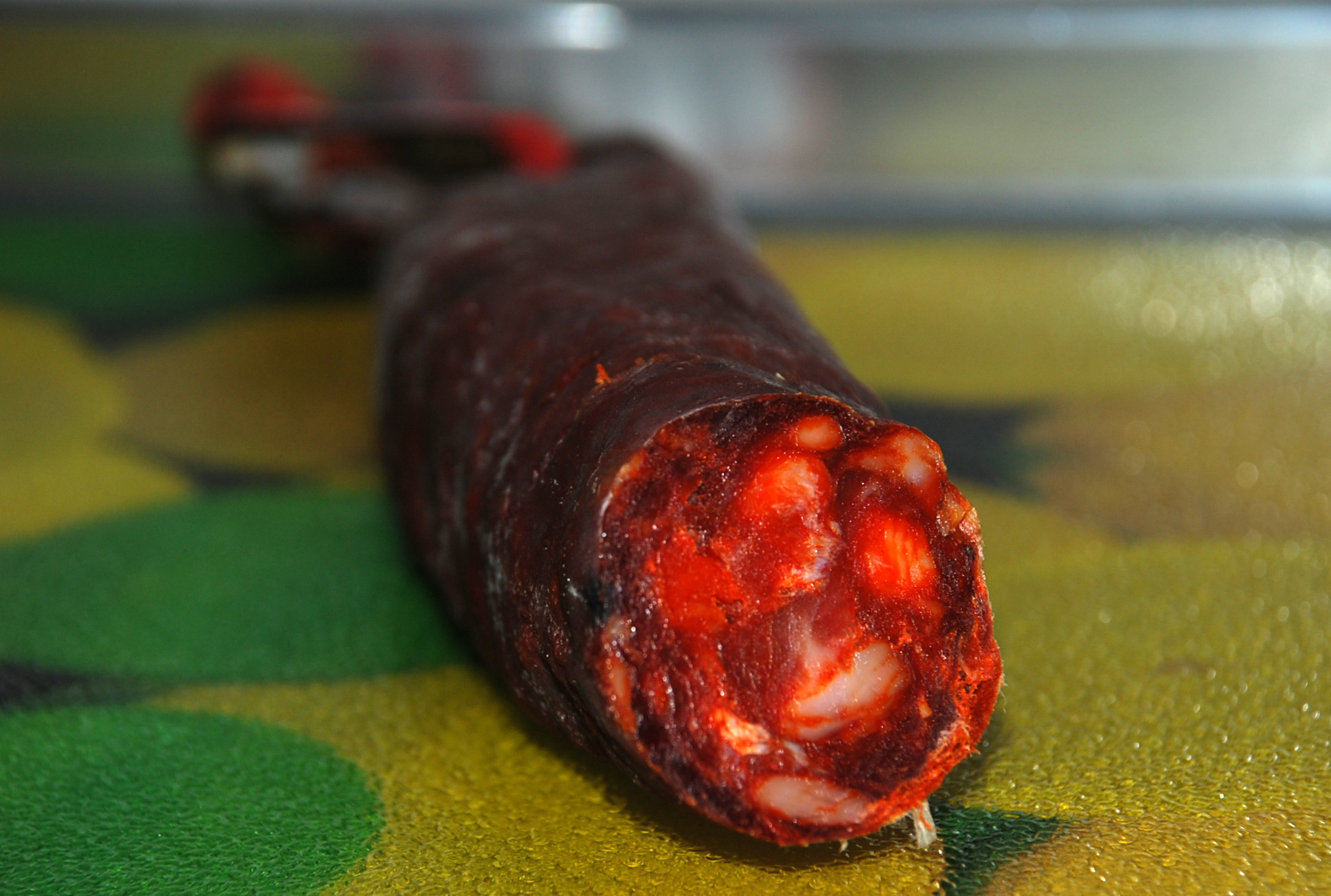
El pimentón picante es responsable del picor en embutidos como el chorizo de León.

Uno de los principales usos en la cocina española es la elaboración de conservas, principalmente embutidos; tales como las sobrasadas, las chistorras, los chorizos (algunos de ellos procedentes de la matanza folclórica del cerdo), el lomo adobado o el morcón; y escabeches, típicamente los mejillones pero también pollo, sardinas, caballa, etc.

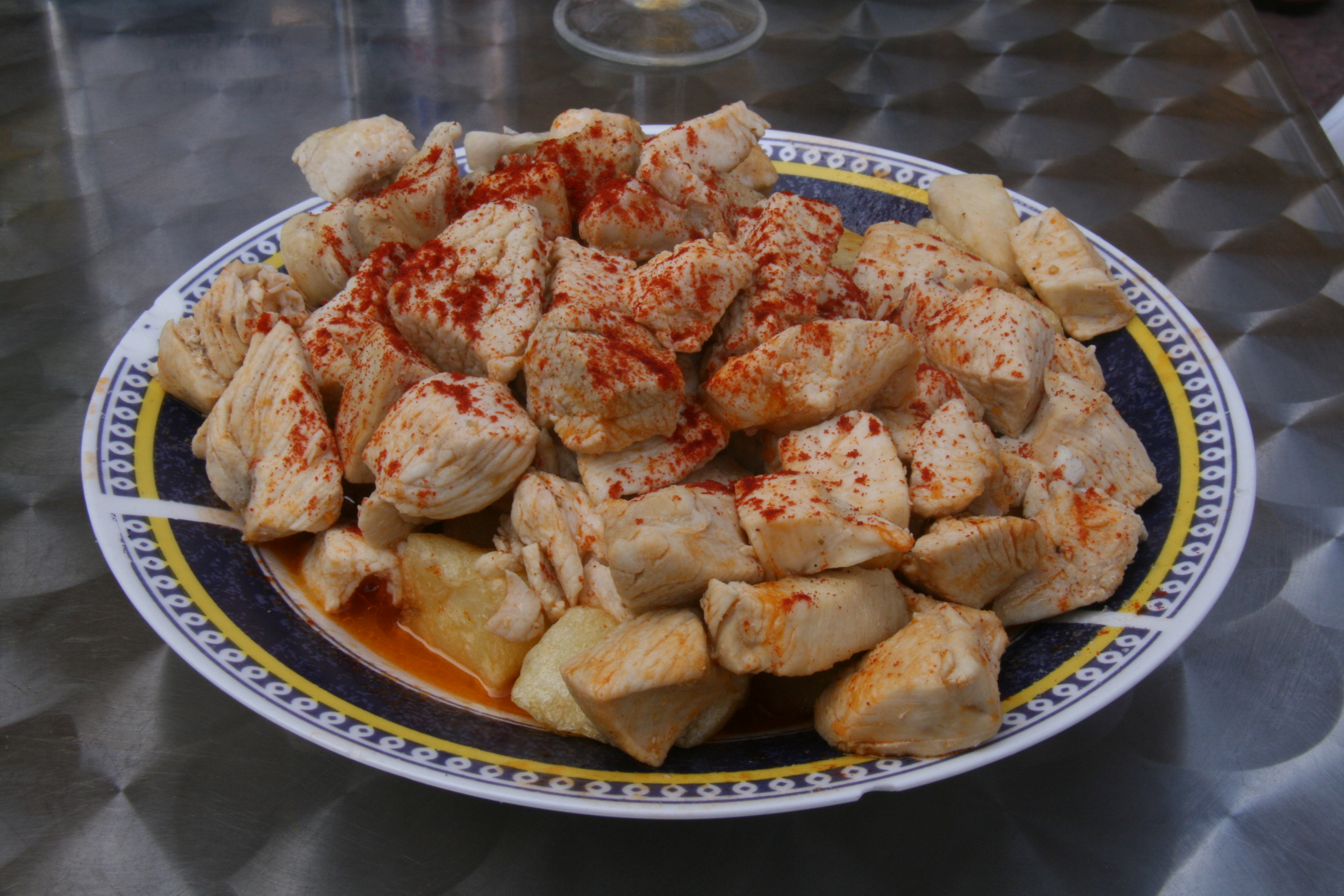
El pimentón se espolvorea sobre ciertos alimentos. En este caso sobre un plato de pollo con patatas.

También se emplea igualmente en la cocina diaria como condimento o decoración de algunos platos, como el pulpo a la gallega, los pinchos morunos, las patatas revolconas, etc. uno de los primeros usos es como simple colorante alimentario, puede de esta forma condimentar el caldo de una paella, aliñar unas aceitunas a la madrileña, o los garbanzos del cocido madrileño, etc. en algunos casos proporciona un aroma ahumado. Se emplea en la elaboración de salsas como el mojo picón, mezclado con aceite en los mejillones gallegos. La elaboración de escabeches, la saborización de sopas (sopa de ajo). Se emplea en arroces, se añade a las migas.
En la cocina del norte de África se utiliza por ejemplo para decorar el puré de garbanzos o de berenjena. En la cocina húngara es muy conocido el empleo abundante en varios platos, entre ellos el famoso gulash. En la cocina portuguesa el colorau se emplea en platos con arroz.

## Otros términos
En algunos países de Latinoamérica, la palabra «pimentón» corresponde al pimiento verde, rojo o amarillo, a veces también llamado morrón. En estos países, es normal que el ají en polvo (no específicamente páprika) se conozca simplemente como «ají», «ají panca» o «colorante».
En Argentina Pimentón[cita requerida].
En Perú y Chile la palabra Pimentón y Morrón (o Pimiento Morrón) se utilizan para denominar al pimiento verde, amarillo, morado o rojo. En este país el pimiento molido en polvo se denomina comúnmente «ají de color».

Chile  y Argentina existe un ají picante en polvo que se denomina «merkén», producido originalmente por el Pueblo Mapuche. La preparación se realiza con especies de ají rojo muy picantes como por ejemplo el Cacho de Cabra (Capsicum annuum var. longum).
En Venezuela se conoce como «pimentón español», ya que el nombre de «pimentón» hace referencia al pimiento.
En Uruguay se distingue el pimentón en sus dos variedades, dulce (de ñora) y picante (de paprika), del ají molido.

## Reconocimientos de calidad

### En España

#### Pimentón de la Vera DOP
El Pimentón de la Vera  es objeto de denominación de origen protegida DOP (Denominación de Origen Protegida DOP) desde el año 2006 Se produce a partir del grupo de Ocales de las variedades 'Jaranda', 'Jariza' y 'Jeromín', y la variedad 'Bola', pertenecientes a las especies Capsicum annum y Capsicum longum.
Existen tres tipos de sabores: el pimentón dulce de sabor suave y dulce elaborado con las variedades ‘Bola’ y ‘Jaranda’; el chilión ocal o agridulce, agridulce, ligeramente picante al paladar, elaborado a partir de las variedades jaranda y jariza; y finalmente, el ají de pronunciado picante en boca elaborado con las variedades 'Jeromín', 'Jariza' y 'Jaranda'. Se autoriza el aceite de girasol para mejorar su brillo y consistencia, al 3% y al 6% para la variación más picante.
El tradicional secado de Vera, secado lento con leña de roble verde durante 10 a 15 días en ahumadero, le confiere este particular sabor con un característico aroma ahumado, intenso y penetrante.

#### Pimentón de Murcia DOP

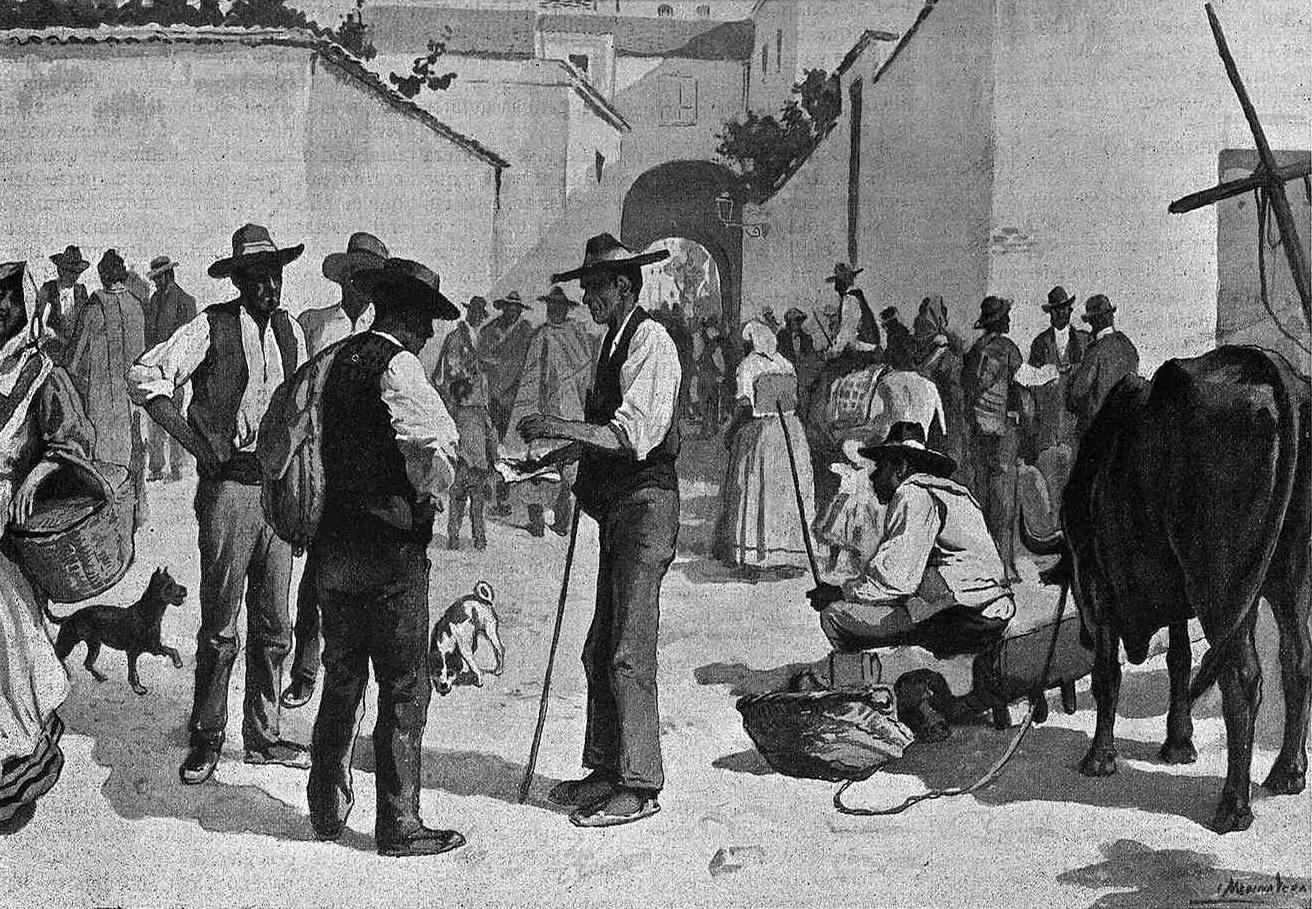
El mercado del pimentón en Murcia.

El Pimentón de Murcia elaborado con la variedad 'Bola' o 'Americano' se beneficia de una denominación de origen protegida DOP (Denominación de Origen Protegida DOP) desde el año 2001.
El Pimentón murciano tiene un solo sabor, muy suave, sin picante (Capsaicina < 0,003%) y un característico color rojo brillante. Al no utilizar secado de madera, el Pimentón de Murcia no tiene el tradicional sabor ahumado de su homólogo el Pimentón de la Vera. La región de Murcia se beneficia de un clima mediterráneo subtropical con un otoño menos húmedo que la región de la Vera, el secado ancestral al sol es suficiente; a pesar de todo, la denominación de origen autoriza el secado en estufa ventilada.

#### Pimentón de Mallorca DOP
El pimentón de Mallorca, de Mallorca, pimentón Tap de Cortí o pebre bord de Mallorca en catalán, es conocido por ser un ingrediente fundamental de la sobrasada, un embutido tradicional reconocido por su calidad por una IGP desde 1996, pero también en el lacón a la gallega. El Pimentón de Mallorca se produce a partir de la especie Capsicum annuum de la variedad ‘tap de cortí’, una variedad de pimiento autóctono de las Islas Baleares. Sus propiedades organolépticas son el sabor dulce, la suavidad en boca y la ausencia de sensación amarga y picante. Se cultivó de forma tradicional en toda la isla de Mallorca hasta finales del siglo XIX. Tras la introducción de variedades más productivas en la década de 1970, su cultivo cayó en desuso. Para protegerla de su posible desaparición, las autoridades locales la declaran variedad autóctona amenazada por la erosión genética. Obtuvieron la DOP en 2020 tras nueve años de trámite administrativo solicitando el reconocimiento de la calidad del pimiento mallorquín asociado al saber hacer de sus productores. La producción representa alrededor de 30 toneladas por año en 13 hectáreas en 2020.

### Hungría

#### Szegedi fűszerpaprika-őrlemény DOP
El pimentón de Szeged, Szegedi fűszerpaprika-őrlemény (“Szegedi paprika” en húngaro), procedente del pimiento de Szegedi, se beneficia de una DOP desde 2010

#### Kalocsai fűszerpaprika-őrlemény DOP
Kalocsa paprika, Kalocsai fűszerpaprika-őrlemény (“Kalocsai paprika” en húngaro), procedente de la pimienta de Szegedi, se beneficia de una indicación geográfica húngara desde 1969 en el marco del Arreglo de Lisboa establecido en 1958 y es similar a una marca comercial de Estado. En Europa, se beneficia de una DOP desde 2012.

### Eslovaquia
El pimentón o paprika de Žitava toma su nombre del valle del río Zitava, donde se cultivaron por primera vez estos pimientos. Su producción se desarrolló en las tierras bajas del Danubio. Lleva la etiqueta AOP desde 2014